# Tito Sabínio Bárbaro
Tito Sabínio Bárbaro (em latim: Titus Sabinius Barbarus) foi um senador romano nomeado cônsul sufecto a partir de 9 de julho de 118 até agosto, a data na qual o novo imperador Adriano chegou em Roma, com Lúcio Pompônio Basso. 

## Carreira
Durante o reinado de Trajano, foi legado da Legio III Augusta, um posto que geralmente implicava no governo da província da Numídia. Depois da morte do imperador, Bárbaro permaneceu no cargo, mas renunciou em julho de 118 para assumir o consulado. 